# مفتاح قروم
العقيد مفتاح محمد قروم وهو قائد المحاولة الانقلابية ضد نظام حكم معمر القذافي، والتي أجهضت في 12 أكتوبر 1993م. هو من قبيلة الرفارفة. من مواليد بنى وليد وضابط في الجيش الليبى ومتخرج من الكلية العسكرية في بداية العقد السابع من القرن الماضي، ينتمي لقبيلة ورفلة فرع الرفارفة. كان العقيد مفتاح متخصصاً في مجال الصواريخ وكان من اكفاء الضباط في هذا المجال، كان يعتبر أول من كان وراء برنامج تطوير الصواريخ ومداها، حتى قبل أن تبدأالعراق في برنامجها التطويرى لهذا السلاح، وكذلك ترأس العقيد مفتاح عدة لجان لمشتريات الأسلحة والذخيرة العسكرية في كل من فرنسا وإسبانيا وروسيا ودول أخرى.

## محاكمته وإعدامه
تمت محاكمة ورفاقه امام محكمة عسكرية يترأسها العميد محمد العيشاوى وحكم عليه بالسجن المؤبد، ولكن إلغى حكم هذه المحكمة وشُكلت محكمة عسكرية أخرى برئاسة العميد مصباح العروسى، والذي أصدر حكماً بالإعدام استناداً على قانون الإجراءات العسكرية وإلى المادة رقم 84. وقد نفذ حكم الإعدام في العقيد مع عدد من رفاقه في 2 يناير 1997، وقد صرح العقيد معمر القذافى في رد على سؤال لجريدة الشرق الأوسط في يوم 7 يناير بأنه 'يأسف على عدم موافقة مؤتمر الشعب العام على تخفيض الحكم إلى المؤبد' وأنه ' طالب مؤتمر الشعب العام لجعل ليبيا أول بلد عربى وإسلامي يلغى عقوبة الحكم بالإعدام، ولكن قام مؤتمر الشعب العام برفض طلبه'.